# سام أدونيس
سام أدونيس (بالإنجليزية: Sam Adonis)‏ هو مصارع محترف أمريكي، ولد في 1989 في Monroeville, Pennsylvania ‏ في الولايات المتحدة.

## روابط خارجية
- سام أدونيس على موقع CageMatch worker (الإنجليزية)